# Мария-Леополдина Австрийска
Мария-Леополдина-Йозефа-Каролина Хабсбург-Австрийска (22 януари 1797 – 11 декември 1826) е австрийска ерцхерцогиня, императрица на Бразилия и за кратко кралица на Португалия.

## Биография

### Произход
Мария-Леополдина е родена на 22 януари 1797 г. във Виена, Австрия. Тя е дъщеря на свещения римски император Франц II и втората му съпруга Мария-Тереза Бурбон-Неаполитанска. Мария-Леополдина е сестра на австрийския император Фердинанд I и на Мария-Луиза – втората съпруга на Наполеон Бонапарт.
Мария-Леополдина е образована жена, която владее шест езика и се интересува от естествени науки.

### Императрица на Бразилия
През 1817 г. Мария-Леополдина отплава за Бразилия, за да се омъжи за португалския инфант дон Педру. По това време португалското кралско семейство се намира в Бразилия, където пребивава в изгнание от 1807 г. След като през 1821 г. баща му – крал Жуау VI, се завръща в Португалия, дон Педро решава да остане в Бразилия заедно със съпругата и децата си.
През 1822 г. Педру обявява независимостта на Бразилия от Португалия и е коронован за пръв император на Бразилия. Така Мария-Леополдина става първата императрица на Бразилия. Самата Мария-Леополдина изиграва важна роля в процеса на обявяване на независимост от Лисабон. Когато на 2 септември 1822 г., докато дон Педру се намира в Сао Пауло, в Рио де Жанейро пристигат поредните декрети от Лисабон. Мария-Леополдина в качеството си на принцеса регент свиква съвета на министрите и изпраща вестите на съпруга си заедно с писмо, в което го съветва да обяви независимостта с думите:„Плодът е готов, време е за урожай“. Дон Педру обявява независимостта на Бразилия пет дни по-късно, след като получава писмото на съпругата си.

### Португалска кралица
На 10 май 1826 умира португалският крал Жуау VI и дон Педру наследява и португалската корона като крал Педру VI, запазвайки едновременно с това и властта в Рио де Жанейро. Два месеца по-късно съпругът на Мария-Леополодина е принуден да абдикира от португалския престол в полза на дъщеря им Мария II.

### Смърт
Императрица Мария-Леополдина умира след спонтанен аборт на 11 декември 1826 г. в Рио де Жанейро.

## Семейство
Мария-Леополдина и Педро I имат седем деца:
- Мария да Глория (1819 – 1853) – кралица на Португалия;
- Мигел (1820)
- Жоао-Карлош (1821 – 1822)
- Жануария (1822 – 1901)
- Паула-Мариана (1823 – 1833)
- Франсишка-Каролина (1824 – 1898)
- Педро II (1825 – 1891) – император на Бразилия